# Championnat d'Espagne de football 1950-1951
Navigation
Primera División 1949-50 Primera División 1951-52
Le championnat d'Espagne de football 1950-1951 est la 20e édition du championnat. La compétition est remportée par le tenant du titre, l'Atlético Madrid. Organisé par la Fédération espagnole de football, le championnat se dispute du 10 septembre 1950 au 22 avril 1951.
Le club madrilène l'emporte avec deux points d'avance sur le Séville CF et trois sur le Valence CF. C'est le quatrième titre des « Colchoneros » en championnat.
Le système de promotion/relégation est modifiée : descente et montée automatique pour les deux derniers de division 1 et les deux premiers des deux groupes de deuxième division, poule de barrage pour les treizième et quatorzième de première division en compagnie des deuxième et troisième des deux groupes de deuxième division. En fin de saison, le CD Málaga, le Real Murcie, le CD Alcoyano et l'UD Lérida sont relégués en deuxième division. Ils sont remplacés la saison suivante par le Real Sporting de Gijón, le Club Atlético Tetuán, le Real Saragosse et l'UD Las Palmas, ces deux derniers après la poule d'accession.
L'attaquant espagnol Telmo Zarra, de l'Atlético Bilbao, termine, pour la cinquième fois, meilleur buteur du championnat avec 38 réalisations.

## Règlement de la compétition
Le championnat de Primera División est organisé par la Fédération espagnole de football, il se déroule du 10 septembre 1950 au 22 avril 1951.
Il se dispute en une poule unique de 16 équipes qui s'affrontent à deux reprises, une fois à domicile et une fois à l'extérieur. L'ordre des matchs est déterminé par un tirage au sort avant le début de la compétition.
Le classement final est établi en fonction des points gagnés par chaque équipe lors de chaque rencontre : deux points pour une victoire, un pour un match nul et aucun en cas de défaite. En cas d'égalité de points entre deux ou plusieurs de clubs en fin de championnat, le classement se fait à la différence de buts. L'équipe possédant le plus de points à la fin de la compétition est proclamée championne. En fin de saison, les deux derniers du championnat sont relégués en Segunda División et remplacés par les deux premiers de ce championnat. Une poule de barrage est disputée entre les treizième et quatorzième de première division en compagnie des deuxième et troisième des deux groupes de deuxième division. Les deux premiers de la poule conservent leur place ou accèdent à la première division.

## Équipes participantes
Cette saison de championnat se déroule à 16 équipes. elle voit les débuts à ce niveau de l'UD Lérida qui bat le record du nombre de buts encaissés avec 134 buts. Ce record tient encore actuellement.
| \| A. Bilbao Séville CF Atlético Madrid Real Madrid CF Barcelone Espanyol Valence CF Celta Vigo CD Málaga Real Sociedad D. La Corogne Real Valladolid CD Alcoyano R. Santander UD Lérida Real Murcie \| Localisation des clubs engagés dans le championnat. |
| A. Bilbao Séville CF Atlético Madrid Real Madrid CF Barcelone Espanyol Valence CF Celta Vigo CD Málaga Real Sociedad D. La Corogne Real Valladolid CD Alcoyano R. Santander UD Lérida Real Murcie                                                           |

| Clubs                   | Ville           | Stade               |
| ----------------------- | --------------- | ------------------- |
| Club Deportivo Alcoyano | Alcoy           | El Collao           |
| Atlético Bilbao         | Bilbao          | San Mamés           |
| Atlético Madrid         | Madrid          | Metropolitano       |
| CF Barcelone            | Barcelone       | Las Corts           |
| Celta Vigo              | Vigo            | Balaidos            |
| Deportivo La Corogne    | La Corogne      | Riazor              |
| Espanyol Barcelone      | Barcelone       | Sarriá              |
| UD Lérida               | Lérida          | Camp d'Esports (es) |
| CD Málaga               | Malaga          | La Rosaleda         |
| Real Madrid             | Madrid          | Chamartín           |
| Real Murcie             | Murcie          | La Condomina        |
| Real Santander          | Santander       | El Sardinero        |
| Real Sociedad           | Saint-Sébastien | Atocha              |
| Séville CF              | Séville         | Nervión             |
| Valence CF              | Valence         | Mestalla            |
| Real Valladolid         | Valladolid      | José Zorrilla (es)  |

## Classement
| Rang | Équipe               | Pts | J  | G  | N | P  | Bp | Bc  | Diff |
| ---- | -------------------- | --- | -- | -- | - | -- | -- | --- | ---- |
| 1    | 'Atlético Madrid'T   | 40  | 30 | 17 | 6 | 7  | 87 | 50  | +37  |
| 2    | Séville CF           | 38  | 30 | 17 | 4 | 9  | 79 | 46  | +33  |
| 3    | Valence CF           | 37  | 30 | 17 | 3 | 10 | 64 | 48  | +16  |
| 4    | CF BarceloneC        | 35  | 30 | 16 | 3 | 11 | 83 | 61  | +22  |
| 5    | Real Sociedad        | 35  | 30 | 15 | 5 | 10 | 77 | 56  | +21  |
| 6    | Real Valladolid      | 33  | 30 | 14 | 5 | 11 | 51 | 51  | 0    |
| 7    | Atlético Bilbao      | 33  | 30 | 15 | 3 | 12 | 88 | 56  | +32  |
| 8    | Celta Vigo           | 33  | 30 | 15 | 3 | 12 | 62 | 56  | +6   |
| 9    | Real Madrid          | 31  | 30 | 13 | 5 | 12 | 80 | 71  | +9   |
| 10   | Real SantanderP      | 30  | 30 | 12 | 6 | 12 | 49 | 60  | -11  |
| 11   | Deportivo La Corogne | 30  | 30 | 13 | 4 | 13 | 64 | 47  | +17  |
| 12   | Espanyol Barcelone   | 30  | 30 | 14 | 3 | 13 | 82 | 72  | +10  |
| 13   | CD Málaga            | 29  | 30 | 12 | 5 | 13 | 55 | 52  | +3   |
| 14   | Real MurcieP         | 19  | 30 | 8  | 3 | 19 | 40 | 86  | -46  |
| 15   | CD AlcoyanoP         | 14  | 30 | 6  | 2 | 22 | 36 | 92  | -56  |
| 16   | UD LéridaP           | 13  | 30 | 6  | 1 | 23 | 41 | 134 | -93  |

- Champion et qualification pour la Coupe Latine 1951
- Barrages
- Relégation en Segunda División

Barrages de promotion
Les barrages opposent Real Saragosse et CD Sabadell, deuxième et troisième du groupe 1 de division 2, UD Salamanca et UD Las Palmas deuxième et troisième du groupe 2 de division 2 et CD Málaga et Real Murcie, treizième et quatorzième de division 1.
UD Las Palmas et Real Saragosse accèdent après dix rencontres à la division 1. La deuxième place se joue à la différence de buts particulière entre Real Saragosse et CD Málaga.
| Rang | Équipe         | Pts | J  | G | N | P | Bp | Bc | Diff |  | Résultats (▼ dom., ► ext.) | PAL | SAR | MAL | MUR | SAB | SAL |
| ---- | -------------- | --- | -- | - | - | - | -- | -- | ---- |  | -------------------------- | --- | --- | --- | --- | --- | --- |
| 1    | UD Las Palmas  | 16  | 10 | 8 | 0 | 2 | 26 | 11 | +15  |  | UD Las Palmas              |     | 2-0 | 4-1 | 6-1 | 2-0 | 2-1 |
| 2    | Real Saragosse | 15  | 10 | 7 | 1 | 2 | 31 | 16 | +15  |  | Real Saragosse             | 3-1 |     | 6-2 | 3-2 | 3-1 | 5-0 |
| 3    | CD Málaga      | 15  | 10 | 7 | 1 | 2 | 34 | 18 | +16  |  | CD Málaga                  | 2-0 | 4-2 |     | 5-2 | 4-0 | 6-0 |
| 4    | Real Murcie    | 6   | 10 | 3 | 0 | 7 | 23 | 33 | -10  |  | Real Murcie                | 2-5 | 1-4 | 1-5 |     | 5-2 | 6-2 |
| 5    | CD Sabadell    | 5   | 10 | 2 | 1 | 7 | 14 | 25 | -11  |  | CD Sabadell                | 1-2 | 2-4 | 2-2 | 1-0 |     | 3-0 |
| 6    | UD Salamanca   | 3   | 10 | 1 | 1 | 8 | 8  | 33 | -25  |  | UD Salamanca               | 0-2 | 1-1 | 1-3 | 0-3 | 3-2 |     |

- Promu en Primera División
- Relégation en Segunda División

## Bilan de la saison
| Championnat d'Espagne de football 1950-1951 |                            |
| Champion                                    | Atlético Madrid (4e titre) |
| Dauphin                                     | Séville CF                 |
| Coupes et trophées                          |                            |
| Vainqueur de la Coupe d'Espagne 1950-1951   | CF Barcelone               |
| Vainqueur Coupe Eva Duarte                  | Atlético Bilbao            |
| Promotions et relégations                   |                            |
| Promus en Primera División                  | Real Sporting de Gijón     |
| Promus en Primera División                  | Club Atlético Tetuán       |
| Promus en Primera División                  | Real Saragosse             |
| Promus en Primera División                  | UD Las Palmas              |
| Relégués en Segunda División                | CD Málaga                  |
| Relégués en Segunda División                | Real Murcie                |
| Relégués en Segunda División                | CD Alcoyano                |
| Relégués en Segunda División                | UD Lérida                  |